# Taurus-Krokus
Der Taurus-Krokus (Crocus fleischeri) ist eine Pflanzenart aus der Gattung der Krokusse (Crocus).

## Merkmale
Der Taurus-Krokus ist ein ausdauernder Knollen-Geophyt, der Wuchshöhen von 4 bis 6 Zentimeter erreicht. Die Zwiebelhülle ist aus sehr feinen Fasern verwoben. Die 5 bis 8 (möglicherweise bis zu 12) Blätter sind 0,5 bis 1 Millimeter breit und grün oder graugrün. Die Blüten duften. Die Perigonzipfel sind spitz, weiß gefärbt und am Grund auf der Unterseite purpurn oder bräunlich. Der Schlund ist gelb. Es sind 2 Hochblätter vorhanden. Die 6 oder meist mehr Äste des Griffels sind dünn und orange- bis scharlachrot.
Die Blütezeit liegt im März, selten reicht sie von Februar bis April.

## Vorkommen
Der Taurus-Krokus kommt in der östlichen Ägäis sowie in der West- und Nord-Türkei vor. Die Art wächst in der Eichen-Pistazien-Macchie auf offenen Felshügeln in Höhenlagen von 750 bis 1300 Meter.

## Nutzung
Der Taurus-Krokus wird selten als Zierpflanze in Steingärten und Rabatten genutzt. Die Art ist seit spätestens 1875 in Kultur.

## Belege
- Eckehart J. Jäger, Friedrich Ebel, Peter Hanelt, Gerd K. Müller (Hrsg.): Rothmaler Exkursionsflora von Deutschland. Band 5: Krautige Zier- und Nutzpflanzen. Spektrum Akademischer Verlag, Berlin Heidelberg 2008, ISBN 978-3-8274-0918-8.